# Посёлок Палокоргской ГЭС
Палокоргской ГЭС — посёлок, учитывающийся в составе поселка Летнереченский на территории Летнереченского сельского поселения Беломорского района Республики Карелии России.

## География
Расположен на берегу Беломорско-Балтийского канала, на правом берегу запруженной реки Нижний Выг, образующей Палакоргское водохранилище. Расположен в 10 км от основной части административного центра поселения на берегу Беломорско-Балтийского канала.

## История
Возник как посёлок строителей и работников ГЭС в 1963 году.
В окрестностях посёлка находятся выявленные памятники истории: кладбище строителей Беломорско-Балтийского канала (1931—1933) и плотина № 26 с выполненной в бетоне памятной надписью «БМС показ ударных темпов и высокого качества работ».

## Инфраструктура
Палакоргская ГЭС.

## Транспорт
Проходит региональная автодорога Летнереченский — Палокоргская ГЭС (идентификационный номер 86 ОП РЗ 86К-28).
Примерно в трёх километрах от посёлка находится железнодорожная станция Тунгуда на перегоне Тунгуда — Кильбо линии Санкт-Петербург — Мурманск.